# Ted (finance)
Pour les articles homonymes, voir Ted.

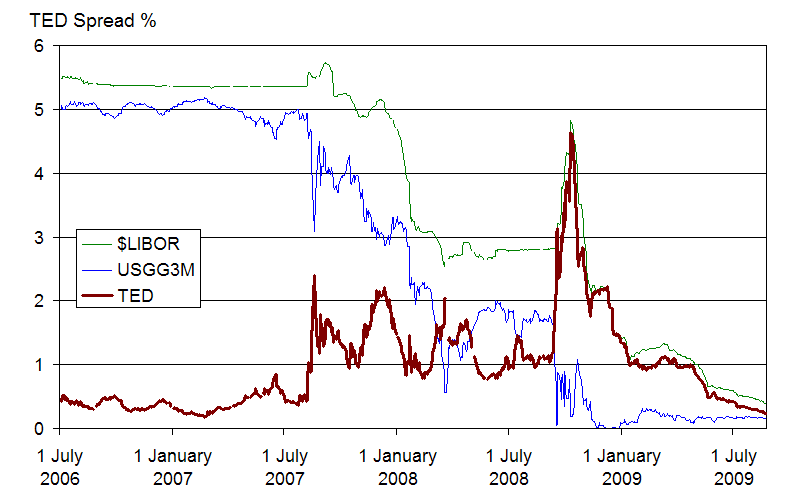
TED spread, LIBOR et bon du trésor US à 3 mois.

TED, ou TED spread, en finance, sur les marchés de taux d'intérêt, est l'abréviation de l'expression américaine Treasury - Eurodollar.

## Origine et définition
Il désignait originellement, sur le marché monétaire américain,  l'écart de taux actuariel,  ou spread, entre un emprunt d'État à court terme émis par le Trésor des États-Unis et les swaps contre Libor dollar. 
Par extension, il désigne l'écart entre n'importe quel emprunt d'État et la courbe de taux des swaps dans la même devise.  

## Synonyme
Il a comme exact synonyme swap spread, qui était, elle, à l'origine, l'expression employée sur le marché obligataire US, c'est-à-dire le marché des emprunts à long terme, pour désigner la même chose.

## Calcul
Il est égal au montant dont il faudrait déplacer, généralement vers le bas, de manière uniforme et parallèle, tous les taux zéro-coupon issus de la courbe des swaps de façon que l'actualisation des flux de l'emprunt d'État sur cette nouvelle courbe corresponde au prix de marché de celui-ci.

## Illustration concrète
En d'autres termes, le TED Spread représente la différence de taux entre ce que d'une part le gouvernement américain et d'autre part les banques paient pour emprunter. Concrètement, c'est l'écart entre les taux du Trésor américain à trois mois et le Libor, qui détermine le taux auquel les banques se prêtent entre elles. Cet écart est généralement compris entre 1 et 1,5 %, au maximum 2 %. Or du lundi 15 septembre au mercredi 17 septembre 2008, à l'apogée de la crise financière, il a bondi pour dépasser les 3 %. En effet, le lundi 15 septembre, les marchés financiers avaient été ébranlés par le placement de la banque d'affaires Lehman Brothers sous la protection de la loi sur les faillites et le rachat d’une autre banque d’affaires, Merrill Lynch, par la Bank of America. Le bond de 1,8 % constaté sur ces trois jours illustrait la dégradation de la confiance que se portaient alors les banques entre elles. Faute de confiance, le taux d'intérêt de leurs emprunts augmentait, alors que les bons du Trésor apparaissaient comme une valeur refuge et que, de ce fait, leurs possesseurs devenaient moins gourmands en termes de rémunération, faisant chuter leur taux jusqu'à 0,23 % le 17 septembre, ce qui constituait une valeur record depuis la fin des années 1950.
Voir l'historique du TED Spread sur Bloomberg: https://www.bloomberg.com/apps/cbuilder?ticker1=.TEDSP%3AIND